# Betty Stöve
Betty Stöve (24 de junho de 1945) é uma ex-tenista profissional holandesa, seu melhor ranqueamento de N. 5 em simples e 1° em duplas.

## Grand Slam finais

### Simples: 1 (0 título, 1 vice)
| Posição | Ano  | Campeonato | Piso  | Oponente      | Placar        |
| Vice    | 1977 | Wimbledon  | Grama | Virginia Wade | 4–6, 6–3, 6–1 |

### Duplas: 14 (6 títulos, 8 vices)
| Posição | Ano  | Campeonato        | Piso   | Parceira            | Oponentesl                           | Placar        |
| Campeã  | 1972 | Roland Garros     | Saibro | Billie Jean King    | Winnie Shaw Nell Truman              | 6–1, 6–2      |
| Campeã  | 1972 | Wimbledon         | Grama  | Billie Jean King    | Françoise Dürr Judy Tegart Dalton    | 6–2, 4–6, 6–3 |
| Campeã  | 1972 | US Open           | Grama  | Françoise Dürr      | Margaret Court Virginia Wade         | 6–3, 1–6, 6–3 |
| Vice    | 1973 | Roland Garros     | Saibro | Françoise Dürr      | Margaret Court Virginia Wade         | 6–2, 6–3      |
| Vice    | 1973 | Wimbledon         | Grama  | Françoise Dürr      | Rosie Casals Billie Jean King        | 6–1, 4–6, 7–5 |
| Vice    | 1974 | US Open           | Grama  | Françoise Dürr      | Rosie Casals Billie Jean King        | 7–6, 6–7, 6–4 |
| Vice    | 1975 | Wimbledon         | Grama  | Françoise Dürr      | Ann Kiyomura Kazuko Sawamatsu        | 7–5, 1–6, 7–5 |
| Vice    | 1976 | Wimbledon         | Grama  | Billie Jean King    | Chris Evert Martina Navratilova      | 6–1, 3–6, 7–5 |
| Vice    | 1977 | Wimbledon         | Grama  | Martina Navratilova | Helen Gourlay JoAnne Russell         | 6–3, 6–3      |
| Campeã  | 1977 | US Open (2)       | Saibro | Martina Navratilova | Renée Richards Betty-Ann Stuart      | 6–1, 7–6      |
| Campeã  | 1979 | Roland Garros (2) | Saibro | Wendy Turnbull      | Françoise Dürr Virginia Wade         | 3–6, 7–5, 6–4 |
| Vice    | 1979 | Wimbledon         | Grass  | Wendy Turnbull      | Billie Jean King Martina Navratilova | 5–7, 6–3, 6–2 |
| Campeã  | 1979 | US Open (3)       | Duro   | Wendy Turnbull      | Billie Jean King Martina Navratilova | 6–4, 6–3      |
| Vice    | 1980 | US Open           | Duro   | Pam Shriver         | Billie Jean King Martina Navratilova | 7–6, 7–5      |

### Duplas Mistas: 13 (4 títulos, 9 vices)
| Posição | Ano  | Campeonato    | Piso   | Parceira          | Oponentes                          | Placar        |
| Vice    | 1971 | US Open       | Grama  | Bob Maud          | Billie Jean King Owen Davidson     | 6–3, 7–5      |
| Vice    | 1973 | Roland Garros | Saibro | Patrice Dominguez | Françoise Dürr Jean-Claude Barclay | 6–1, 6–4      |
| Vice    | 1975 | Wimbledon     | Grama  | Allan Stone       | Margaret Court Marty Riessen       | 6–4, 7–5      |
| Vice    | 1976 | US Open       | Saibro | Frew McMillan     | Billie Jean King Phil Dent         | 3–6, 6–2, 7–5 |
| Vice    | 1977 | Wimbledon     | Grama  | Frew McMillan     | Greer Stevens Bob Hewitt           | 3–6, 7–5, 6–4 |
| Campeã  | 1977 | US Open       | Saibro | Frew McMillan     | Billie Jean King Vitas Gerulaitis  | 6–2, 3–6, 6–3 |
| Campeã  | 1978 | Wimbledon     | Grama  | Frew McMillan     | Billie Jean King Ray Ruffels       | 6–2, 6–2      |
| Vice    | 1978 | US Open (2)   | Duro   | Frew McMillan     | Billie Jean King Ray Ruffels       | 6–3, 7–6      |
| Vice    | 1979 | Wimbledon     | Grama  | Frew McMillan     | Greer Stevens Bob Hewitt           | 7–5, 7–6      |
| Vice    | 1979 | US Open       | Duro   | Frew McMillan     | Greer Stevens Bob Hewitt           | 6–3, 7–5      |
| Vice    | 1980 | US Open       | Duro   | Frew McMillan     | Wendy Turnbull Marty Riessen       | 7–5, 6–2      |
| Vice    | 1981 | Roland Garros | Saibro | Fred McNair       | Andrea Jaeger Jimmy Arias          | 7–6, 6–4      |
| Campeã  | 1981 | Wimbledon (2) | Grama  | Frew McMillan     | Tracy Austin John Austin           | 4–6, 7–6, 6–3 |

## WTA finals

### Duplas: 3 (1 título, 2 vices)
| Posição | Ano  | Local         | Piso        | Parceira       | Oponentes                     | Placar        |
| Vice    | 1973 | New York City | Carpete (i) | Françoise Dürr | Rosie Casals Margaret Court   | 6–2, 6–4      |
| Vice    | 1974 | Los Angeles   | Carpete (i) | Françoise Dürr | Rosie Casals Billie Jean King | 6–1, 6–7, 7–5 |
| Campeã  | 1979 | New York City | Carpete (i) | Françoise Dürr | Sue Barker Ann Kiyomura       | 7–6, 7–6      |